# Józefów (gmina Gorzków)
Józefów – kolonia w Polsce położona w województwie lubelskim, w powiecie krasnostawskim, w gminie Gorzków.
W latach 1975–1998 miejscowość należała administracyjnie do województwa zamojskiego.
Kolonia stanowi sołectwo gminy Gorzków. Według Narodowego Spisu Powszechnego (III 2011 r.) wieś liczyła 23 mieszkańców.
Wierni Kościoła rzymskokatolickiego należą do parafii św. Stanisława Biskupa i Męczennika w Gorzkowie.